# Robustochelia angusticephala
Robustochelia angusticephala is een naaldkreeftjessoort . De wetenschappelijke naam van de soort is voor het eerst geldig gepubliceerd in 1986 door Kudinova-Pasternak.